# Dei Edth
Dei Edth es una comuna (khum) del distrito de Kien Svay, en la provincia de Kandal, Camboya. En marzo de 2008 tenía una población estimada de 16 840 habitantes.
Se encuentra ubicada al sur del país, en la llanura central camboyana, a escasa distancia del río Mekong, de Nom Pen —la capital del país— y de la frontera con Vietnam.